# HC Vipers Tallinn
HC Vipers Tallinn je hokejový tým z Tallinnu v Estonsku hrající Meistriliigu, nejvyšší soutěž ledního hokeje v Estonsku. 
HC Vipers Tallinn hrají domácí zápasy v Tondiraba Ice Hall s kapacitou 5840 diváků.

## Historie
HC Vipers byli založeni v roce 2011 a jsou občasnými členy Meistriliigy. Poprvé hráli v lize v sezóně 2017/18 a hned získali bronzové medaile, což je až dosud jejich nejlepší umístění v lize. Tým původně hrál pod názvem HC Vipers, ale v roce 2020 změnil svůj název na HC Vipers Tallinn 2020.

#### Historie názvu klubu
- 2011 – 2020 – HC Vipers
- 2020 – HC Vipers Tallinn 2020

## Umístění
| Sezóna    | PÚ | Po ZČ    | Po playoff  |                                  |
| --------- | -- | -------- | ----------- | -------------------------------- |
| 2017/2018 | 4  | 4. místo | 3. místo    | výhra o 3. místo s Narva PSK 1:0 |
| 2018-2020 |    | neúčast  | neúčast     | neúčast                          |
| 2020/2021 | 5  | 5. místo | nepostoupil |                                  |
| 2021/2022 | 7  | 5. místo | nepostoupil |                                  |
| 2022/2023 |    | neúčast  | neúčast     | neúčast                          |